# Budynek Sądu Okręgowego w Radomiu
Budynek Sądu Okręgowego w Radomiu – zabytkowy budynek znajdujący się w Radomiu u zbiegu ulic Piłsudskiego i Sienkiewicza. Obiekt jest częścią szlaku turystycznego Zabytki Radomia.

## Historia

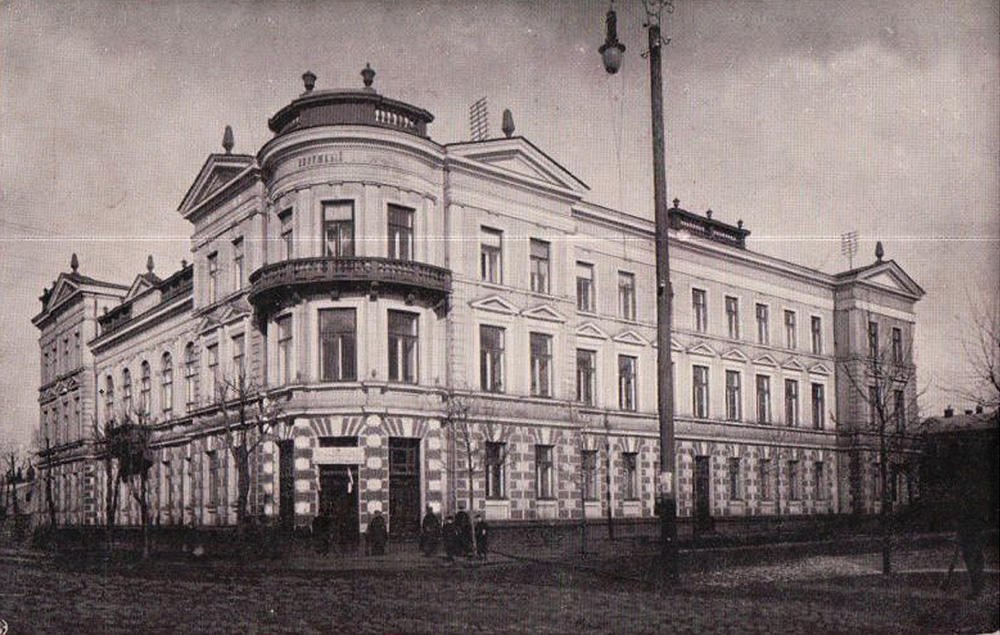
Budynek sądu ok. 1900 roku.

Neorenesansowy gmach sądu został wzniesiony w 1894 roku przez Włodzimierza Kulczyckiego, właściciela sąsiedniej willi, usytuowanej przy ulicy Piłsudskiego 12 (budynek ten zajmuje obecnie Miejska Biblioteka Publiczna). W 1896 roku obiekt zakupił Sąd Okręgowy, który zajmował gmach do 1918 roku. 
W latach 1918–1939 budynek był własnością Radomskiej Dyrekcji Okręgowej Kolei Państwowych. W okresie II wojny światowej w gmachu ulokowano polską prokuraturę apelacyjną. Od 1945 budynek pozostaje siedzibą Sądu Okręgowego.

## Architektura
Gmach Sądu Okręgowego jest neorenesansowym budynkiem narożnym. Fasady posiadają bogate zdobienia oraz podziały poziome i pionowe. Monumentalność budynku podkreśla narożna rotunda i ryzality zwieńczone tympanonami. Wewnątrz budynku zachowały się oryginalne elementy wystroju (metaloplastyka, snycerka, malarstwo).